# Karimala
Karimala, parfois transcrite Katimala ou Kadimalo) est une reine, « grande épouse royale » dans l'Égypte antique, au Xe siècle. Elle est connue d'après un bas-relief trouvé au temple de Semna en Nubie.
Elle est probablement une fille du pharaon Osorkon l'ancien de la XXIe dynastie, et l'épouse du pharaon Siamon, ou bien du pharaon Psousennès II.

## Biographie
Karimala avait le titre rare de grande épouse royale et de princesse. Dans la scène représentée à Semna, la reine Karimala est représentée avec une double couronne de plumes, un fléau et une longue robe. La déesse Isis se tient devant la reine, avec une inscription plus longue, écrite en hiéroglyphes égyptiens, rendue difficile à déchiffrer. Le texte semble faire allusion à un conflit entre Makarasha et un roi — sans nom — qui était le mari de Karimala.
Bien que la datation précise de l'inscription et donc du règle de Karimala ne soit pas certaine, on peut supposer qu'elle remonte à la XXIe ou XXIIe dynastie de l'Égypte antique. Cette période d'environ 1000 jusqu'à 750 avant J.-C. est considérée comme une période obscure de l'histoire nubienne, dont on ne sait presque rien. Cette inscription prouve cependant la continuation de certaines structures de pouvoir.

## Nouvelles hypothèses
En 1999, Chris Bennett émet l'hypothèse que Karimala est la fille du souverain Osorkon l'ancien, pharaon de la XXIe dynastie, qui a régné de 992 à 986 av. J.-C.. Elle est appelée à la fois « Fille du roi » et « Épouse du roi », de plus son nom suggère qu'elle est d'origine libyenne.
Étant donné la date de l'inscription (une année 14, c'est-à-dire la quatorzième année d'un règne), elle peut avoir été l'épouse soit du pharaon Siamon, le pharaon le plus actif de la XXIe dynastie, qui a régné de 986 à 967 av. J.-C., soit du pharaon Psousennès II, le dernier pharaon de cette même dynastie, qui a régné de 967 à 943 av. J.-C..
Chris Bennett penche plutôt pour que Karimala ait été plutôt l'épouse de Siamon. La raison est que dans ce cas elle peut avoir pris la place du Fils royal de Koush, Neskhons, comme personnalité religieuse de premier plan après la mort de ce dernier en l'an 5 du règne du roi Siamon.